# Pieter Antonie van der Lith

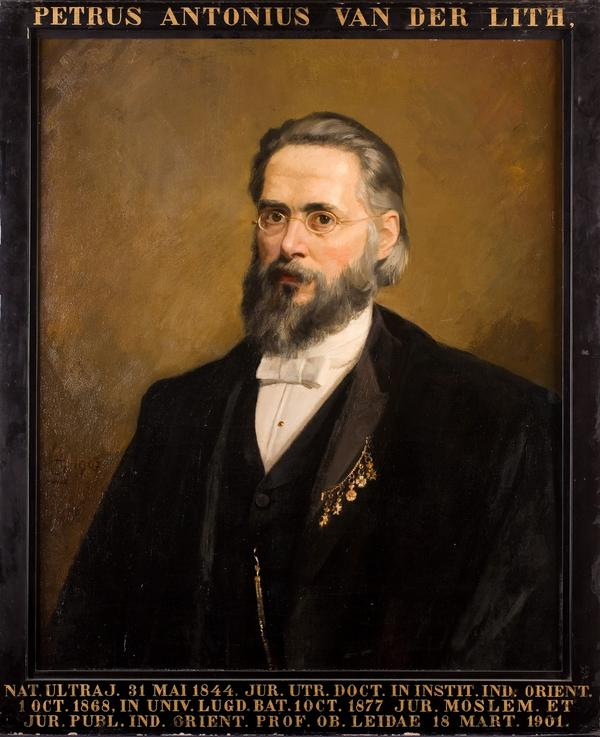
Pieter Anthonie van der Lith

Pieter Antonie van der Lith (* 31. Mai 1844 in Utrecht; † 17. März 1901 in Leiden) war ein niederländischer Rechtswissenschaftler und Orientalist.

## Leben
Pieter Antonie van der Lith war ein Sohn des Arztes und späteren Professors für Psychiatrie in Utrecht Johan Peter Theodoor van der Lith  (* 19. September 1814 in Buren; † 5. August 1903 in Utrecht) und von Jennetta Johanna Ramaer (* 1. Juni 1818 in 's-Hertogenbosch; † 19. Juni 1885 in Utrecht). Er wuchs mit zwei Brüdern und zwei Schwestern auf. Nach dem Besuch der französischen Lateinschule in Utrecht bezog er das dortige Gymnasium und begann 1862 ein Studium der Rechtswissenschaften an der Universität Utrecht. Hier wurden Barthold Jacob Lintelo de Geer van Jutfaas (1816–1903), George Willem Vreede (1809–1880), Otto van Rees (Jurist) (1825–1868), Jacques Adolphe Charles Rovers (1803–1874), Cornelis Willem Opzoomer (1821–1892) und Jacobus Antonius Fruin (1829–1884) seine prägenden Lehrer. Am 3. Juni 1867 promovierte er mit Theses jurid. zum Doktor der Rechte. Danach ging er an das nationale Institut für Bildung in der indischen Geographie und Ethnologie in Leiden, wo er am 15. August 1868 sein Amtsexamen für den Dienst in Indien absolvierte.
Noch bevor er seinen Dienst in Niederländisch-Indien antreten konnte, wurde er am 1. Oktober 1868 Professor für indische Sprache, Landes und Völkerkunde am Institut für Beamte der Bildung in der indischen Geographie und Ethnologie in Leiden. Später übernahm er auch die Vorlesungen zum mohammedanischen Recht. Am 11. September 1877 wurde er an der juristischen Fakultät zum Professor für mohammedanisches Recht, andere Volkseinrichtungen in Niederländisch-Indien und koloniales Staatsrecht an der Universität Leiden berufen, welche Aufgabe er am 20. Oktober 1877 mit der Rede Het doel en de methode der welenschap van het koloniale recht übernahm. Als solcher unterrichtete er unter anderem Alexander von Oranien-Nassau und beteiligte sich 1894/95 als Rektor der Alma Mater auch an den organisatorischen Aufgaben der Hochschule. Von 1886 bis 1892 war er Direktor des Institutes für Beamte der Bildung in der indischen Geographie und Ethnologie, beteiligte sich als Mitglied des Leidener Gemeinderates in verschiedenen städtischen Kommissionen und Eigenschaften zum Wohl der Stadt.
Zudem war er Mitglied mehrerer Gelehrtengesellschaften im In- und Ausland. So war er unter anderem am 21. April 1893 Mitglied der königlich niederländischen Akademie der Wissenschaften in Amsterdam, Mitglied der Gesellschaft für niederländische Literatur in Leiden, Mitglied der provinziellen Utrechtschen Gesellschaft für Künste und Wissenschaften, Mitglied des königlichen Instituts für Sprach, Landes- und Völkerkunde von niederländisch Indien und korrespondierendes Mitglied der Batavischen Gesellschaft der Wissenschaften und Künste. Auch gehörte er für Leiden ab 1893 als Mitglied der Provinziellen Staaten von Südholland an. Zudem wurden ihm einige Auszeichnungen zuteil. So war er Ritter des Ordens vom Niederländischen Löwen, 1874 wurde er Offizier des Ordens von der Eichenkrone, 1884 Ritter des Königlichen Ordens von Kambodscha, 1889 Ritter des  Sankt Olav Ordens von Norwegen und 1885 Ritter des Ordens unserer lieben Frau von der Empfängnis von Villa Visiosa von Portugal.

## Familie
Van der Lith war zwei Mal verheiratet. Seine erste Ehe schloss er am 17. Dezember 1868 in Utrecht mit Bertha Cornelia Loncq (* 1. März 1845 in Utrecht, † 8. April 1877 in Leiden), die jüngste Tochter des Professors der Medizin Gozewijn Jan Loncq (* 10. September 1810 in Schiedam; † 21. Juni 1887 in Utrecht) und der Anna Adriana Trompert (* 1809; † 3. November 1866 in Utrecht). Aus der Ehe kennt man die Tochter Anna Maria Adriana van der Lith (* 11. Juni 1873 in Leiden; † 7. November 1941 in Leiden) verh. am 10. Oktober 1895 mit Barend Formijne (* um 1866 in Amersfoort, † 17. Januar 1911 in Breda) und der Sohn J. van der Lith (* 28. September 1876 in Leiden). Seine zweite Ehe ging er am 26. August 1880 in Rotterdam mit Maria Catharina Schumacher (* 8. August 1852 in Rotterdam; † 27. Oktober 1938 in Den Haag), der Tochter des Johan (Jan) George Schumacher (* 29. Dezember 1819 in Rotterdam; † 3. Mai 1899 in Rotterdam) und der Maria Catharina Hollinghausen (1820 in Alkmaar; † 1903 in Rotterdam) ein. Aus dieser Ehe stammt die Tochter Bertha Cornelia van der Lith (* 26. Juni 1881 in Leiden; † 10. Dezember 1949 ebenda) verh. am 14. Januar 1904 in Den Haag mit Jan Jacob Karel de Wit.

## Werke (Auswahl)
- De staatsinstellingen van Nederlandsch Indië. 1871 (mit J. Spanjaard)
- Nederlandsch Oost-Indië, beschreven en afgebeeld voor het Nederlandsche volk. 1874–77, 1893–94
- De grondslagen voor het British-Indisch beheer. 1876 (mit A. W. P. Verkerk Pistorius)
- Les Merveilles de l’ Inde, texte arabe. 1883
- De Koloniale wetgever tegenover Europeeäche en inlandische rechtsbegrippen. In: De Grids. 1882, übersetzt in Französisch In: Annales de l’extreme Orient.
- Het Noord-Borneo tractaat. In: De Gids.  1891
- Bombay onder het bestuur van Lord Reay. In: De Gids. 1892
- Encyclopædie van Nederlandsch-Indie. Den Haag 1897 (1. Bd., mit F. Fokkens)